# Aitor Osa
Aitor Osa Eizagirre (Deba, País Basco, Espanha, 9 de setembro de 1973) é um exciclista espanhol.
É o irmão maior de também ciclista Unai Osa.

## Biografia

### Estreia no Euskadi
Aitor Osa estreia como profissional em 1995 na então modesta equipa Euskadi. Em dito equipa permaneceu duas temporadas, nas que teve como diretor a Txomin Perurena.

### No Banesto com Unai
Em 1997 passou, junto a seu irmão Unai, à potente equipa Banesto, dirigido por Echávarri e Eusebio Unzué. Durante seus anos na equipa navarra coincidiria com ciclistas como Abraham Olano, Alex Zülle, José María Jiménez.
Estreou seu palmarés como profissional no ano 2000, com uma vitória de etapa no GP Telecom.
Em 2001 foi nono na Volta a Espanha.
2002 foi seu grande ano, no que ganhou geral e uma etapa na Volta ao País Basco. Ganhou assim mesmo sendas etapas na Volta à La Rioja e a Volta a Portugal. Aitor finalizou a temporada com outro importante sucesso: ganhou a classificação da montanha da Volta a Espanha.
Em 2003 foi segundo na prestigiosa clássica belga Flecha Valona, na que ganhou seu compatriota Igor Astarloa, quem meses depois proclamar-se-ia campeão do mundo.
Em 2005 teve que abandonar a Volta a Espanha na décima etapa ao se fracturar a clavícula no descida do Montaup.
Para 2006, junto a seu irmão Unai, alinhou pela equipa Liberty Seguros de Manolo Saiz.

### Operação Puerto
Em 2006, no marco da Operação Puerto, foi identificado pela Guarda Civil como cliente da rede de dopagem liderada por Eufemiano Fuentes, baixo os nomes em chave número 8 e ATR VOS. Entre as provas obtidas pelo instituto armado encontravam-se as seguintes:
- o Documento 119 associado a ATR VOS, em cujo reverso anota-se com data 13/02/03 que José Luis (Merino Batres) lhe dá determinados medicamentos, identificados como diferentes formatos de EPO.[6]

- o Documento 120 associado a ATR VOS, em cujo reverso anota-se com data 12/12/03 e 22/12/03 um envio da irmã de Eufemiano (Yolanda Fontes) e uma entrega de Merino Batres de determinados medicamentos identificados como diferentes formatos de EPO.[6]

- os Documentos 147-157 referidos ao corredor Aitor Osa, identificado no documento 151 como ATR. Esta documentação compreenderia análise clínicos realizados em sua maioria no Laboratório de Análise Clínicos do Dr. Merino Batres (C/ Zurbano n.º 92, Madrid) entre os anos 2002-2004; uma programação de administração de medicamentos que incluiria uma programação coordenada e incluída no mesmo documento de extracções e reposições de sangue ou concentrados de hematíes do ano 2002 (doc. 148); diferentes de treinamento.[6] Os planos de treinamento (documentos 152- 158) incluem referências de preparação física e anotações manuscritas junto às datas reseñadas com a simbologia comentada que identifica a programação de administração de medicamentos como EPO, HMG-Lepori, insulina, hormona de crescimento, testosterona e anabolizantes, além de referências ao calendário de extracções/reposições sanguíneas.[7]

Aparte destas anotações associadas a datas concretas, ao pé dos documentos apareceriam referências a medicamentos e as doses diárias como é o caso de Benexol, Spirulina, Vitamina C, Lederfolin, etc.
Dentre os medicamentos recolhidos nestas anotações destaca no doc. 157 a referência a Prozac (um antidepressivo) e a sua administração de um pela manhã a diário até 30/09/03 num programa de treinamento para o período do 5 a 28 de julho de 2003.
- o Documento 35 identifica o planejamento de administração de fármacos, que se recolhem num calendário anual desde novembro a outubro e no que se utiliza diferente simbologia correspondente a ATR 2005 8 (identificado como Aitor Osa).[7]

Aitor Osa não foi sancionado pela Justiça espanhola ao não ser o dopagem um delito na Espanha nesse momento, e também não recebeu nenhuma sanção desportiva ao se negar o juiz instrutor do caso a facilitar aos organismos desportivos internacionais (AMA, UCI) as provas que demonstrariam seu envolvimento como cliente da rede de dopaje.

### Epílogo e retirada
Como consequência da Operação Puerto, o máximo patrocinador da sua equipa, Liberty Seguros, abandonou o ciclismo no meio da temporada. Esta decisão deixava numa situação incerta a todos os ciclistas da equipa (a maioria identificados pela Guarda Civil como clientes da rede). A equipa, com o nome provisório Würth (em referência ao copatrocinador que decidiu continuar), foi à Euskal Bizikleta, com Aitor Osa entre outros.
A equipa passou pouco depois a mãos cazaques, sendo renomeado como Astana. Os irmãos Osa encontraram-se com graves problemas para achar equipa (ao menos, um ProTour) pela Operação Puerto.
No final de dezembro de 2006 treinava-se por Zarauz junto a seu irmão Unai quando este sofreu como consequência do forte vento uma queda que lhe fraturou a clavícula, tendo que ser operado. Os dois irmãos decidiram então retirar-se; no caso de Aitor, com 33 anos.

### Depois da retirada
Atualmente trabalha como comercial em Mardu, uma empresa do setor da alimentação.
Desde sua retirada colabora assiduamente com ETB (televisão pública basca) na emissão de corridas ciclistas. Também tem participado em corridas de montanha a pé, como a Zegama Aizkorri,, dando positivo por EPO numa delas, a Arratzu Urdaibai Mendi Lasterketa. Em 2015 proclamou-se Campeão da Espanha de Corridas Verticais FEDME.

## Palmarés
- 2000
  - 1 etapa do GP Telecom

- 2002
  - Volta ao País Basco, mais 1 etapa
  - 1 etapa da Volta à La Rioja
  - 1 etapa da Volta a Portugal
  - Classificação da montanha da Volta a Espanha

## Resultados em Grandes Voltas e Campeonato do Mundo
Durante a sua carreira desportiva conseguiu os seguintes postos nas Grandes Voltas e nos Campeonatos do Mundo em estrada:
| Corrida            | Corrida            | 1995 | 1996 | 1997 | 1998 | 1999 | 2000 | 2001 | 2002 | 2003 | 2004 | 2005 | 2006 |
| ------------------ | ------------------ | ---- | ---- | ---- | ---- | ---- | ---- | ---- | ---- | ---- | ---- | ---- | ---- |
|                    | Giro d'Italia      | —    | —    | —    | —    | Ab.  | —    | —    | —    | —    | —    | —    | —    |
|                    | Tour de France     | —    | —    | —    | —    | —    | —    | —    | —    | —    | 50.º | —    | —    |
|                    | Volta a Espanha    | —    | —    | 46.º | 22.º | 15.º | 51.º | 9.º  | 54.º | 25.º | —    | Ab.  | —    |
| Mundial em Estrada | Mundial em Estrada | —    | —    | —    | —    | —    | —    | Ab.  | —    | Ab.  | —    | —    | —    |

―: não participa

Ab.: abandono

## Equipas
- - Euskadi (1995-1996)
  - Banesto/Illes Balears (1997-2005)
  - Banesto (1997-2000)
  - ibanesto.com (2001-2003)
  - Illes Balears-Banesto (2004)
  - Illes Balears-Caisse d'Epargne (2005)
  - Liberty Seguros (2006)